# Cơ Tử Triều Tiên

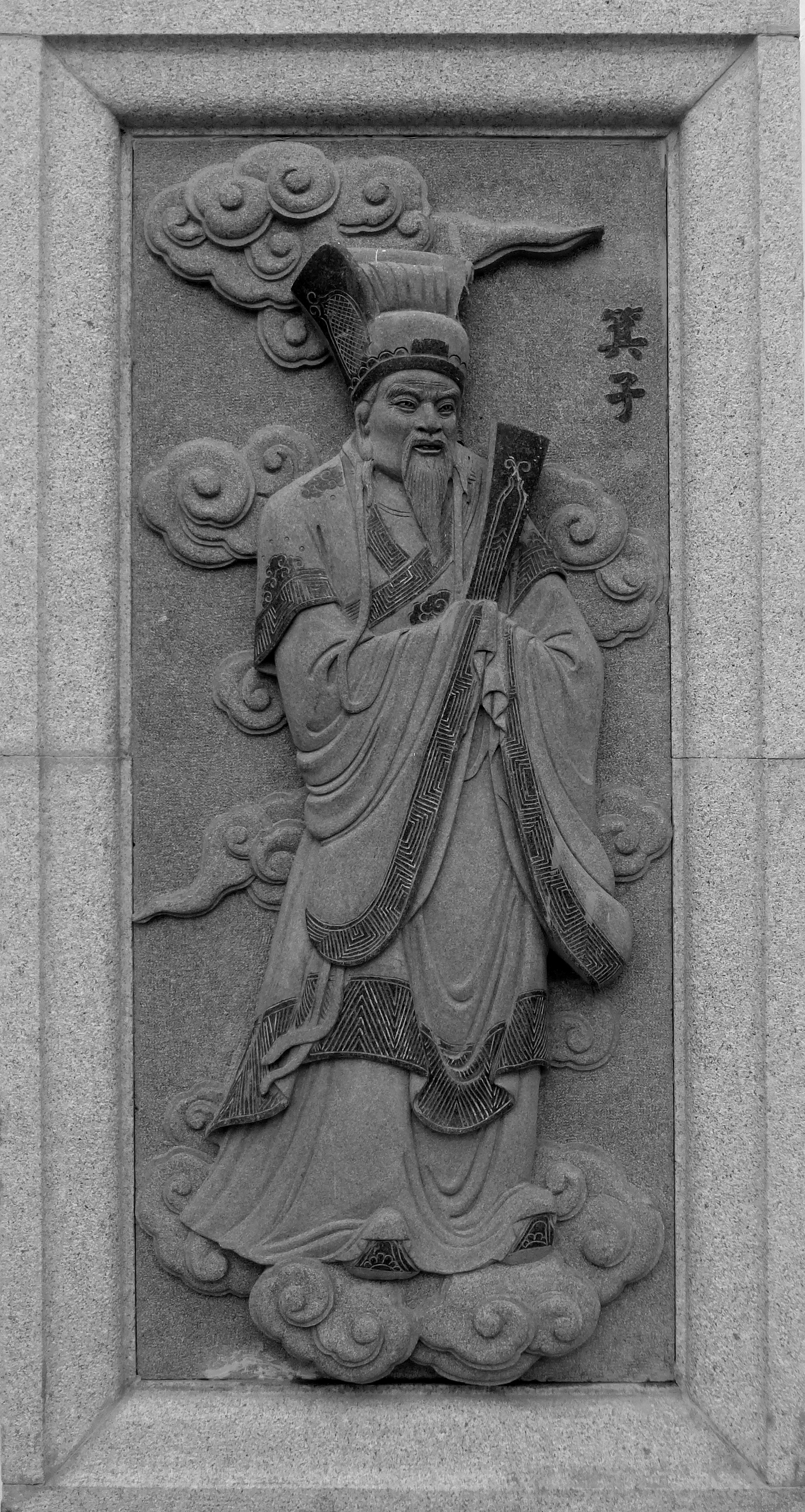
Cơ Tử

Cơ Tử Triều Tiên (1122—195 TCN) là giai đoạn Cổ Triều Tiên của Bán đảo Triều Tiên ngay sau khi nhà hiền triết Cơ Tử đến khu vực này. Cùng với Đàn Quân, các chứng cứ rời rạc về vai trò của Cơ Tử trong lịch sử Cổ Triều Tiên bị thiếu vắng, và các tường trình về nhân vật này gặp nhiều thách thức kể từ thế kỷ XX.